# マンガライ駅
マンガライ駅 （マンガライえき、インドネシア語：Stasiun Manggarai）はインドネシアのジャカルタ首都特別州南ジャカルタ市テベト区にある、KRLコミューターラインとスカルノ・ハッタ空港鉄道の駅である。

## 概要
線路としてはインドネシア鉄道会社のジャカルタ線とマンガライ-パダララン線上の駅であるが、路線系統として通勤列車であるKRLコミューターラインのボゴール線・チカラン環状線と空港連絡鉄道のスカルノ・ハッタ空港鉄道が乗り入れる。
多くの路線が交わり、駅西側からジャカルタコタ駅からの路線とタナアバン駅方面からの路線とインドネシア鉄道会社(PT.KAI)のマンガライ工場の出入庫線繋がり、東側はジャティネガラ駅からブカシ方面とデポック経由ボゴールへの2路線が伸びていて、その間からコミューターラインのブキット・ドゥリ車両基地への引き込み線が出ていて、ジャカルタ南部の主要駅（ジャンクション）となっている。
このためホームや渡り線の都合で場内信号での通過待ちなどで朝のラッシュ時を中心に慢性的な遅れが生じていて、長らく駅を高架化して立体交差で列車が駅に出入りできるよう計画されたが具体化せずいたが、2018年末現在「3Fを長距離列車とボゴール線、2Fをコンコース、1Fにチカラン線・環状線・空港連絡列車」にする駅の複層化工事が進行中であり、2022年にボゴール線ホームの高架化が完了した。またボゴール線ジャカルタコタ駅方面は日本のODAで高架化され、チカラン線のジャティネガラ駅方面ブカシ駅までの複々線化が工事中。
スカルノ・ハッタ空港鉄道の延伸工事が行われ、2019年10月5日より全列車の始発駅となっている。

## 歴史
建設が完全には完了していなかったが、1918年5月1日にマンガライ駅が開業した。また、第一次世界大戦により駅に使う屋根の一部分の輸送が遅れた。1等の待合室は1910年代当時のまま使用されている。 

## 駅構造
元々は5面13線の地上駅だったが、高架化工事が完了したら地上ホーム5面8線、高架ホームが5面10線になる予定である。地上ホームはチカラン環状線とスカルノハッタ空港線が、高架ホームはボゴール線と長距離列車が発着する予定である。駅舎は最も東側にありコンコースと接続している。

## 駅周辺
- カリヤグナ職業高校（Sekolah Menengah Kejuruan Karya Guna）
- マンガライ市場（Pasaraya Manggarai）

## 隣の駅
KRLコミューターライン
 ボゴール線とナンボ支線
　チキニ駅 - マンガライ駅 - テベト駅

 チカラン環状線
　スディルマン駅 - マンガライ駅 - マトラマン駅
レイリンク
 スカルノ・ハッタ空港鉄道
マンガライ駅 - BNIシティ駅